# Biggar Gasworks Museum

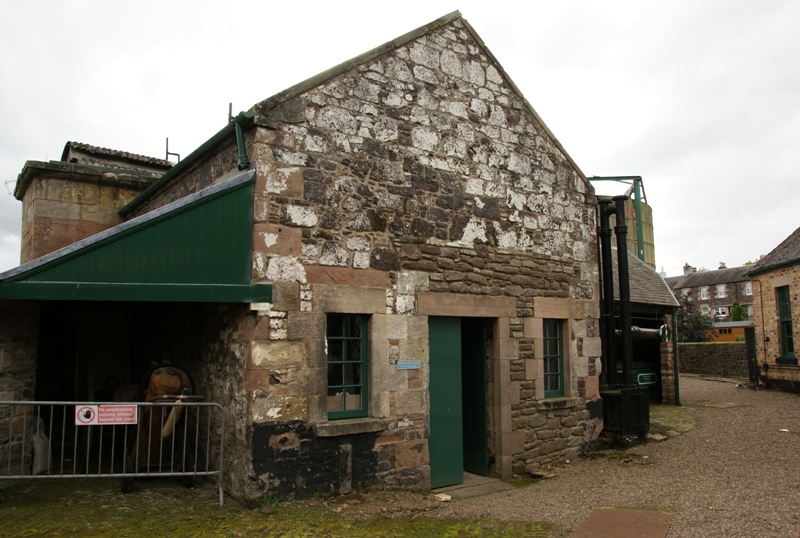
Biggar Gasworks Museum: het originele gebouw met de retortoven, later omgebouwd tot kolenopslagplaats.

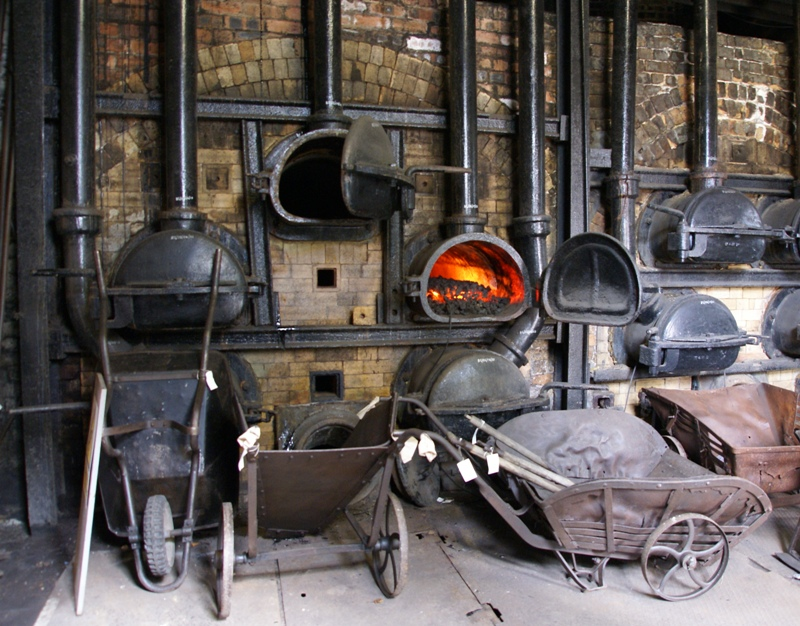
De retortoven.

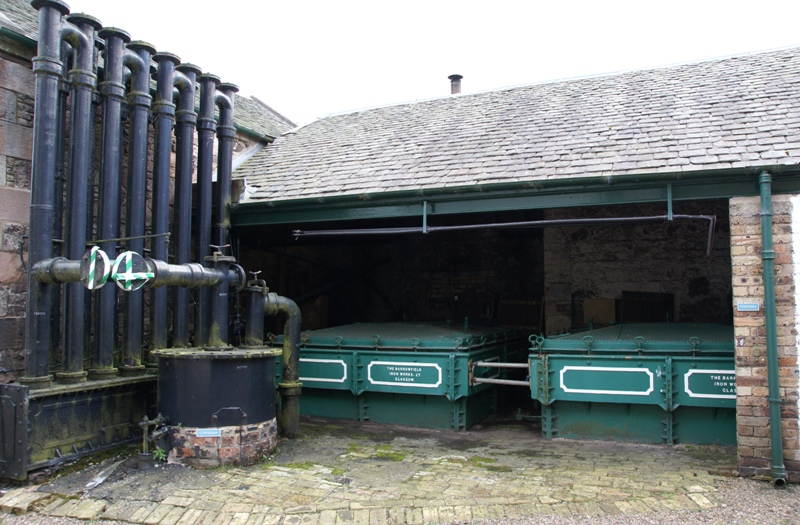
Condensor en zuiveringsinstallatie.

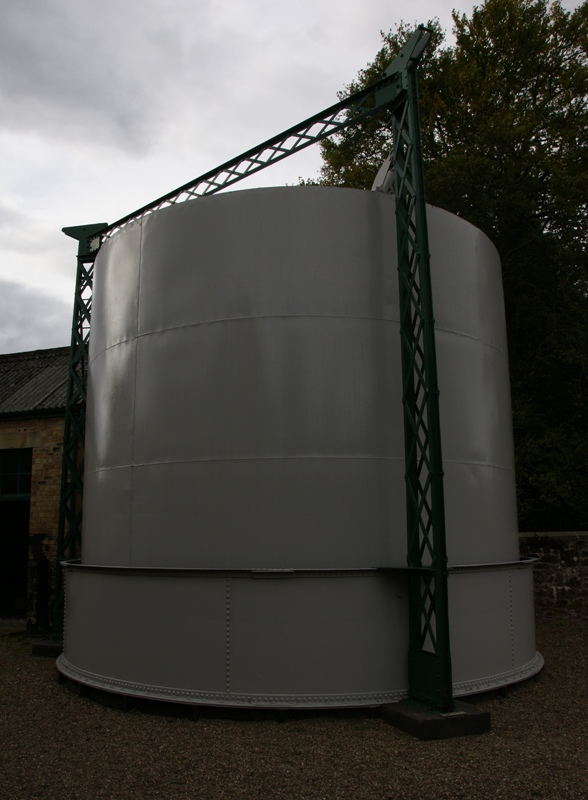
Gashouder.

Het Biggar Gasworks Museum is een tot museum vermaakte negentiende-eeuwse gasfabriek, gelegen in Biggar in de Schotse regio South Lanarkshire. De Biggar Gasworks is de enige gasfabriek van een kleine stad die is overgebleven in Schotland.

## Geschiedenis
In april 1839 werd The Biggar Gas Light Company opgericht. De gasfabriek, die gas won uit steenkolen, werd geleverd door Robertson & Wilson van Gorbals Foundry uit Glasgow en geïnstalleerd door Watson & Robertson uit Biggar onder begeleiding van een ingenieur. Op 14 oktober 1839 startte de gasproductie. De gasfabriek werd geleid door de kuiper John Ramsay, die zijn kennis had opgedaan in de gasfabriek van Carluke.
Door de toenemende vraag voor gas kon in 1858 een tweede, grotere gashouder worden geïnstalleerd. In 1879 werd nog een nog grotere gashouder gebouwd en werd de oorspronkelijke gashouder afgebroken.
In 1914 werd min of meer een nieuwe fabriek gebouwd op dezelfde locatie. Er werd een nieuwe retortoven gebouwd en het gebouw met de oude oven werd veranderd in een kolenopslagplaats. Ook werd een nieuwe zuiveringsinstallatie gebouwd.
The Biggar Gas Light Company werd opgeheven in 1949 toen de gasindustrie werd genationaliseerd. De gasproductie eindigde op 4 januari 1973.

## Bouw
De Biggar Gasworks zijn gelegen in Biggar aan de Biggar Gas Works Road. De gasfabriek heeft een kantoorgebouw en showroom aan de noordwestelijke zijde van het terrein. Hier bevindt zich eveneens de toegang tot het terrein. Aan de oostzijde staan van noord naar zuid het gebouw met de originele retortoven dat later in gebruik werd genomen als kolenopslagplaats en het gebouw met de nieuwe retortoven. Tegen de oostelijke muur van de kolenopslagplaats staat het gebouw met de gaszuiveringsinstallatie, de condensor en het meterhuis.
Aan de oostzijde van het terrein staan twee gashouders met ertussen het zogenaamde exhauster house, waar de teer uit het gas werd gehaald.
Aan de noordoostelijke zijde van het terrein bevond zich een kolenopslagplaats.

## Beheer
Het Biggar Gasworks Museum wordt beheerd door Historic Scotland in samenwerking met de Biggar Museum Trust.